# Most Cendere
Most Cendere, též nazýván mj. most Septimia Severa (turecky Cendere Köprüsü, Roma Köprüsü, Septimius Severus Köprüsü nebo Chabinas (Cendere) Köprüsü) je jedním z dochovaných římských kamenných mostů. Nalézá se v jižní části Malé Asie v jihovýchodní turecké provincii Adıyaman.

## Název mostu
Objekt bývá nazýván mostem římského císaře Septimia Severa, během jehož vlády byl postaven. Název se často užívá jen zkráceně Římský most (Roma Köprüsü). Moderní mapy a jiné informační zdroje uvádějí též název Cendere Köprüsü, což znamená most přes řeku Cendere. Starší prameny píší i název Chabinas Köprüsü. Oba tyto názvy – Cendere a Chabinas – jsou odvozeny od jména řeky, nad kterou most stojí. Cendere je přítokem řeky Kâtha (starověké Nymphaios/Νυμφαίος). Název „Cendere“ je současný, zatímco staré prameny, včetně nápisů umístěných na samotném mostě, hovoří o řece Chabinas. (Pro tuto řeku existuje ještě jiný turecký název – Bölam Su – „rozdělené vody“).

## Dějiny mostu

### Založení stavby
Most byl postaven za vlády římského císaře Lucia Septimia Severa a pravděpodobně nahradil starší most, který dal postavit císař Titus Flavius Vespasianus. Na stavbě pracovali vojáci římské legie Legio XVI Flavia Firma.

### Nápisy na stélách
Na dvou kamenných stélách zapuštěných do zábradlí mostu jsou vytesány nápisy, které jsou téměř totožné. Poprvé je roku 1929 přečetli a interpretovali dva francouzští badatelé – Louis Jalabert a René Mouterde – a publikovali je v knize Inscriptions grecques et latines de la Syrie:
| Originální text | Český překlad |
| Imp(erator) Caes(ar) L(ucius) Septi/mius Severus Pius / Pertinax Aug(ustus) Ara/bic(us) Adiab(enicus) Parthic(us) / princ[e]ps felic(um) pon/tif(ex) max(imus) trib(unicia) pot(estate) / XII imp(erator) VIII co(n)s(ul) II / proco(n)s(ul) et Imp(erator) Caes(ar) / M(arcus) Aurel(ius) Antoni/nus Aug(ustus) Augusti / n(ostri) fil(ius) proco(n)s(ul) imp(erator) III / et P(ublius) Septimius [Ge]/[ta] Caes(aris) fil(ius) et fra/ter Augg(ustorum) nn(ostrorum) / pontem chabi/nae fluvi a so/lo restituerunt / et transitum / reddiderunt / sub Alfenum Senecionem / leg(atum) Augg(ustorum) pr(o) pr(aetore) curante Ma/rio perpetuo leg(ato) Augg(ustorum) leg(ionis) / XVI F(laviae) F(irmae) [CIL 03, 06709] | Císař Caesar Lucius Sptimius Severus Pius Perinax, Augustus, Arabicus, Adiabenicus, Parthicus, nejmilosrdnější vládce, nejvyšší kněz, 12krát vládnoucí vládce, osmkrát císař, dvakrát konzul, guvernér provincie a císař Casear Marcus Aurelius Antonorius, syn císaře, zemský místodržitel, trojnásobný císař a Publius Septimius Geta, syn císaře a bratr Augustův, zrekonstruovali most přes řeku Chabinas a znovu tak zřídili přes řeku přechod. Hodnost nejvyššího právního úředníka vykonával Maurius Peretuus, císařský velvyslanec, Legie XVI Flavia Firma [CIL 03, 06709] |

### Korintské sloupy
Na každé straně mostu původně stály dva korintské sloupy o výšce 10 metrů a tvořily tak souměrnost stavby. Byly korunovány sochami členů císařské rodiny. Na sloupech se doposud nacházejí nápisy, které informují o příspěvcích na stavbu mostu od čtyř měst království Kommagéné, označovaných jako „Quattuor Civitates Commag“.
Prvním z těchto měst byla Samosata, bývalé hlavní město království Kommagéné a sídlo Legio XVI Flavia Firma. Dalším městem bylo Perre, v římských dobách známé jako Pordonnium, důležitá křižovatka starověkých obchodních cest. Jeho rozsáhlé ruiny lze navštívit ve městě Adıyaman. Třetím městem bylo Doliche, nyní malá vesnice Dülük, 10 km od centra Gaziantepu. Čtvrtým městem, které přispělo k založení mostu, byla Germaniceia, nyní známá jako Kahramanmaraş.
Tato čtyři města nechala postavit čtyři sloupy na počest nejvyšších členů římské císařské rodiny. Tu tehdy tvořili císař Septimius Severus, jeho manželka Iulia Domna a jejich dva synové – Marcus Aurelius Severus Antoninus Augustus, znám pod jménem Caracalla a Publius Septimius Geta Augustus, znám pod jménem Geta. Oba bratři již měli titul „Caesar“ a podíleli se s otcem na vládě Římské říše. Po smrti otce v roce 211 se bratři, kteří k sobě neměli kladný vztah již za otcova života, rozhádali natolik, že Caracalla nechal svého bratra zabít. Nastalo damnatio memoriae, tedy zničení všeho, co mohlo Getu připomínat. Caracalla nařídil odstranit Getovo jméno ze všech nápisů v říši, zničeny měly být i jeho pomníky a portréty. Tak došlo na mostu Cendere i ke zničení jednoho ze čtyř korintských sloupů, který byl Getovi věnován.

## Z mladší historie
První popis a vyobrazení mostu poskytli v roce 1883 dva istanbulští rodáci – malíř, archeolog a spisovatel Osman Hamdi Bey a sochař a malíř Osgan Efendi.
Ve 20. století prošel most dvakrát rekonstrukcí, v letech 1951 a 1997. Automobilový provoz zde byl postupně omezován. 500 až 600 metrů východně byl přes stejnou řeku postaven nový silniční most zvaný Nový most Cendere, tur. Yeni Cendere Köprüsü. Tím byla zcela odkloněna doprava od starého mostu a silnice 02-03 vede po mostě novém. Starý most je přístupný pouze pro pěší a využíván je místními obyvateli a turisty.

## Popis mostu
Most je příkladem starověké římské architektury. Nachází se v jihovýchodní části Malé Asie v turecké provincii Adıyaman poblíž vesnice Burmapınar, na spojnici silnic 02-03 a 02-09. Spojuje oba břehy řeky Cendere a překlenuje ji v jejím nejužším místě. Je jednoobloukový, 120 metrů dlouhý, sedm metrů široký a 30 metrů vysoký. Rozpětí oblouku je 34,2 metrů. Byl postaven z kamenných kvádrů bez použití malty.
Na jižní straně mostu stojí dva korintské sloupy císařského páru, na severním konci je sloup Caracallův. Existuje možnost, že původní sloupy nebyly nalezeny a ty současné byly převezeny z nedaleké mohyly Karakuş. V severní polovině mostu je na obou stranách v zábradlí zapuštěna kamenná stéla se shora uvedeným latinským nápisem.

## Galerie

Most Cendere a Nový most Cendere
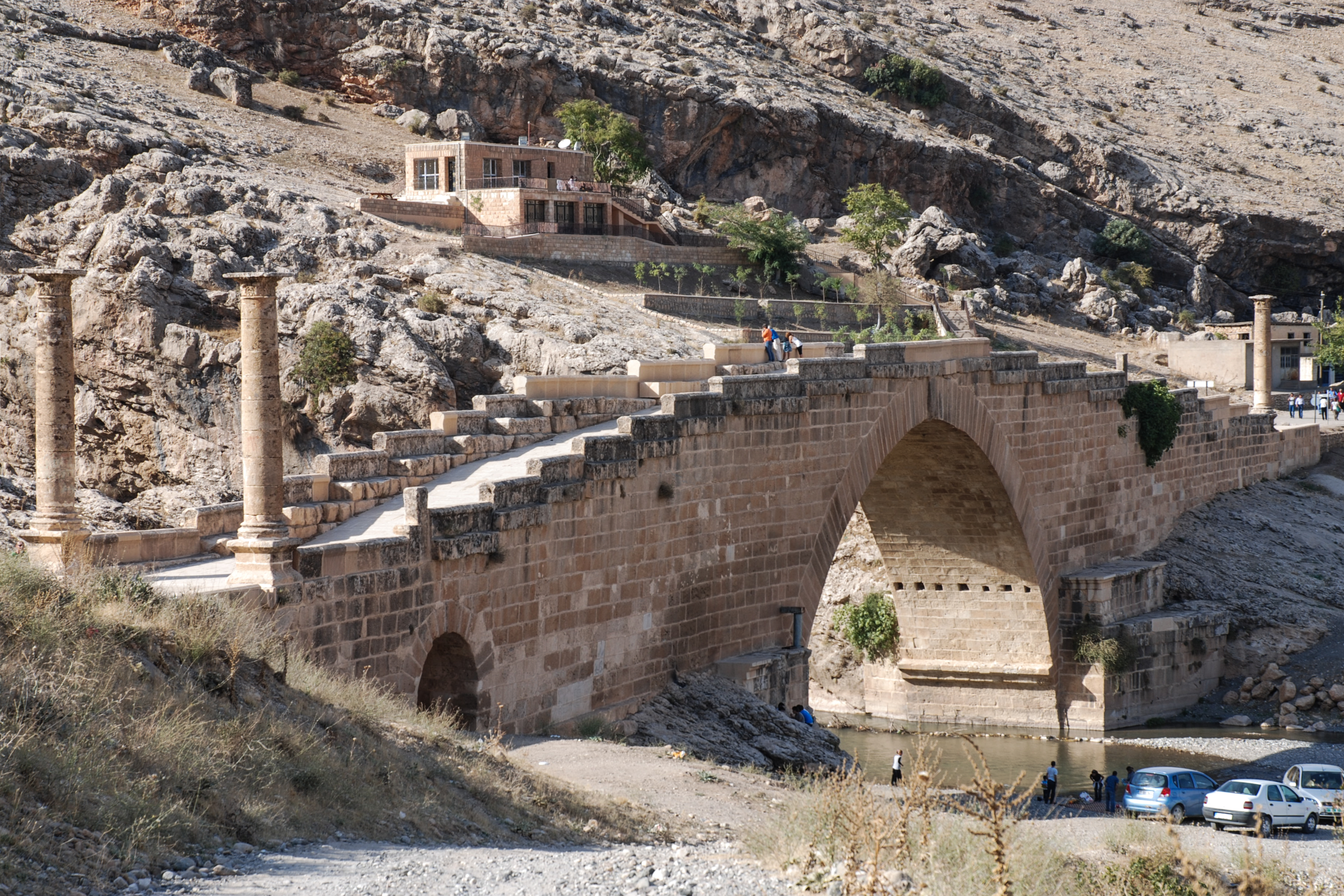
Most Cendere, pohled z JV strany
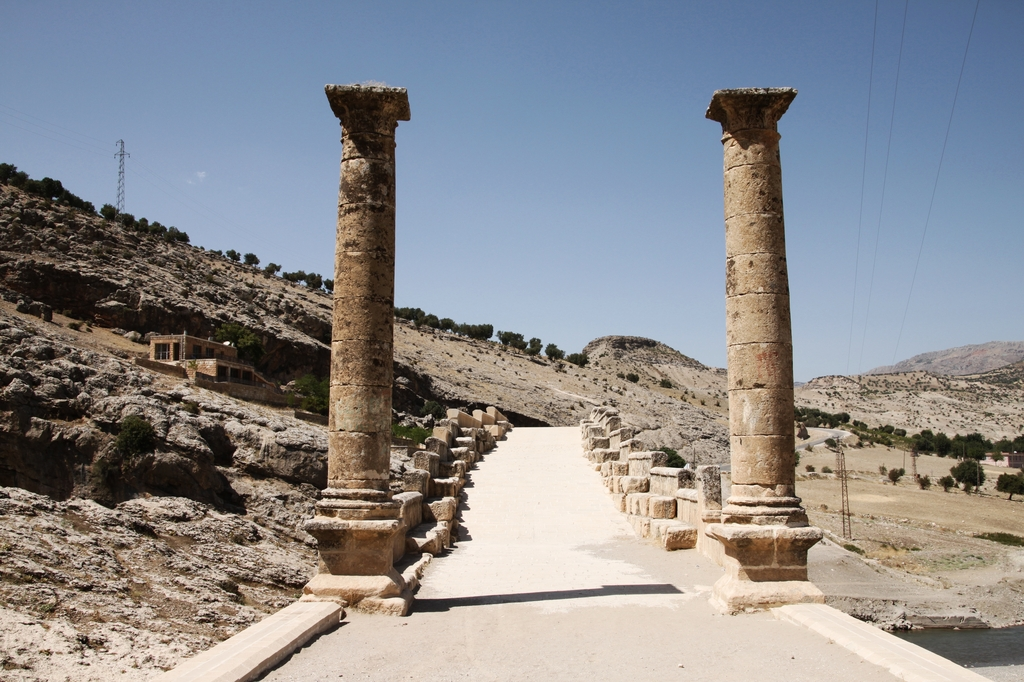
Pohled od jihu na sloupy císařského páru
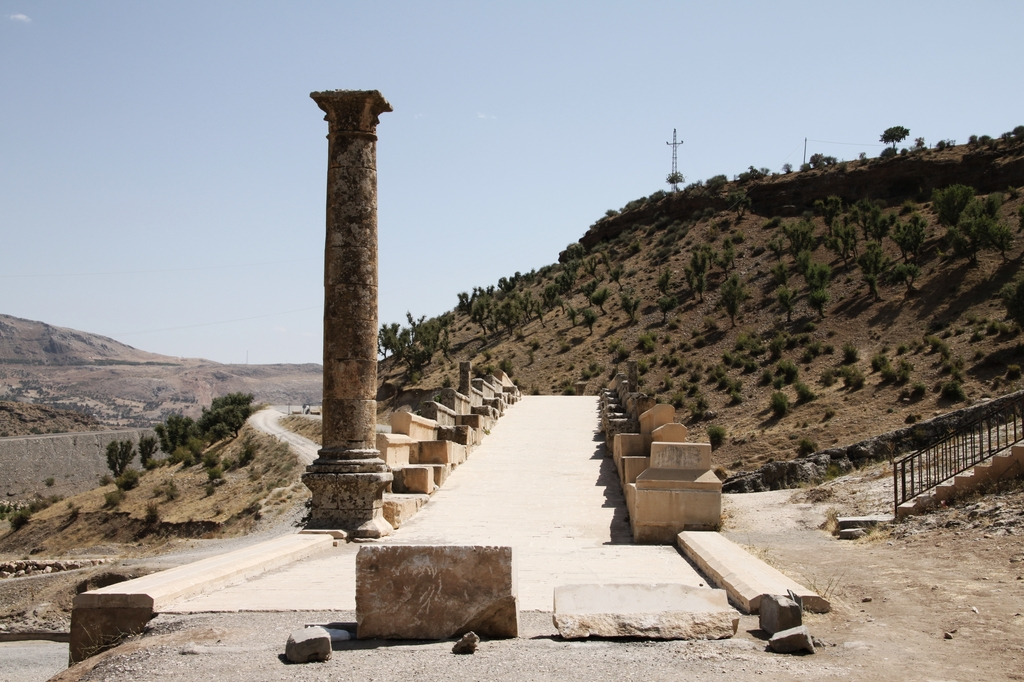
Pohled od severu na Caracallův sloup
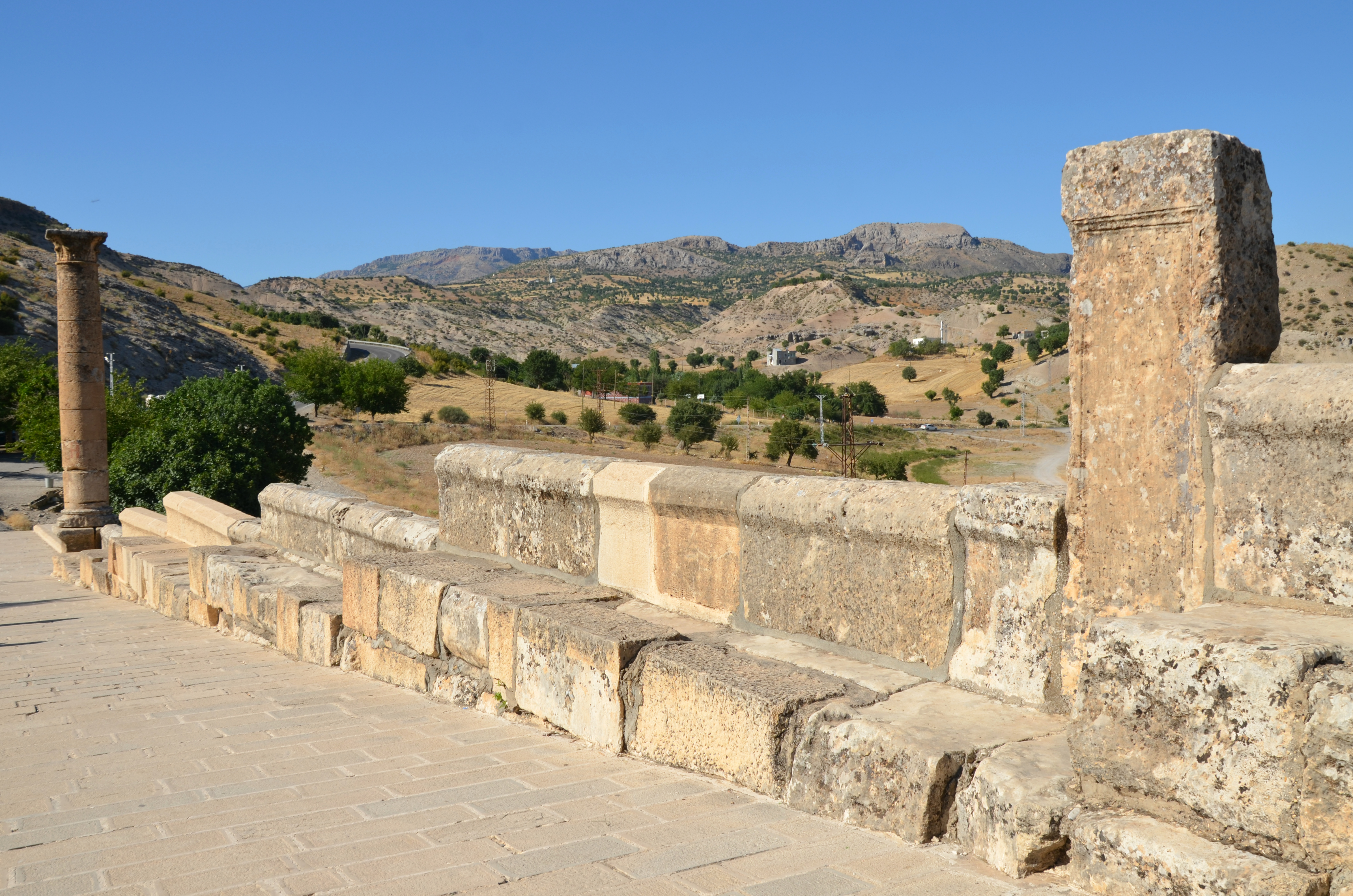
Pohled od jihu, vpravo jedna ze stél
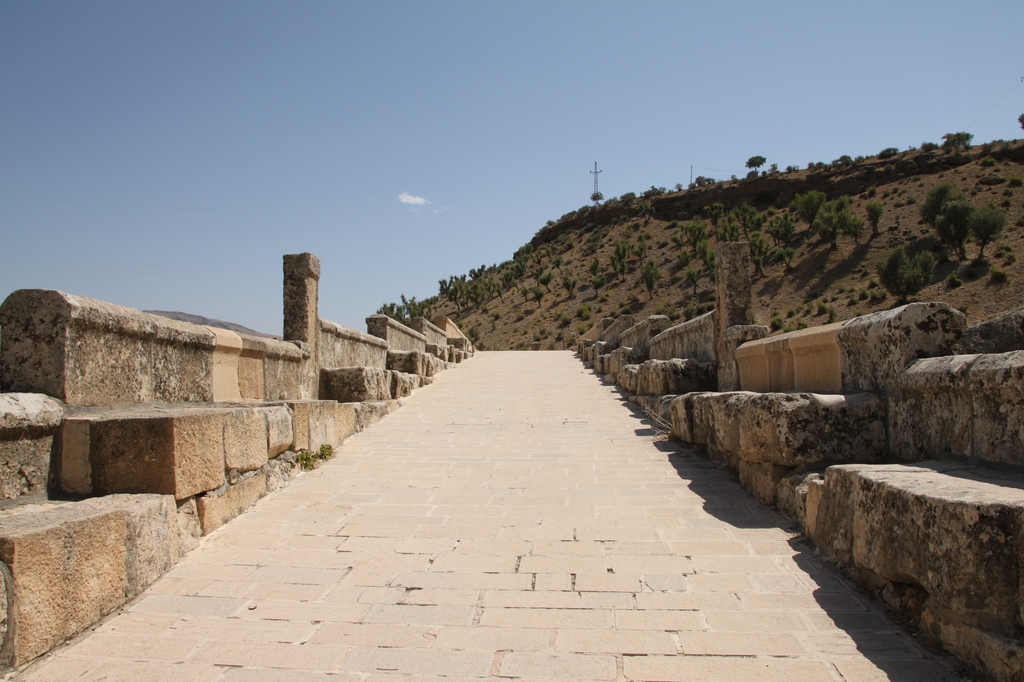
Pohled ze severní strany na obě stély
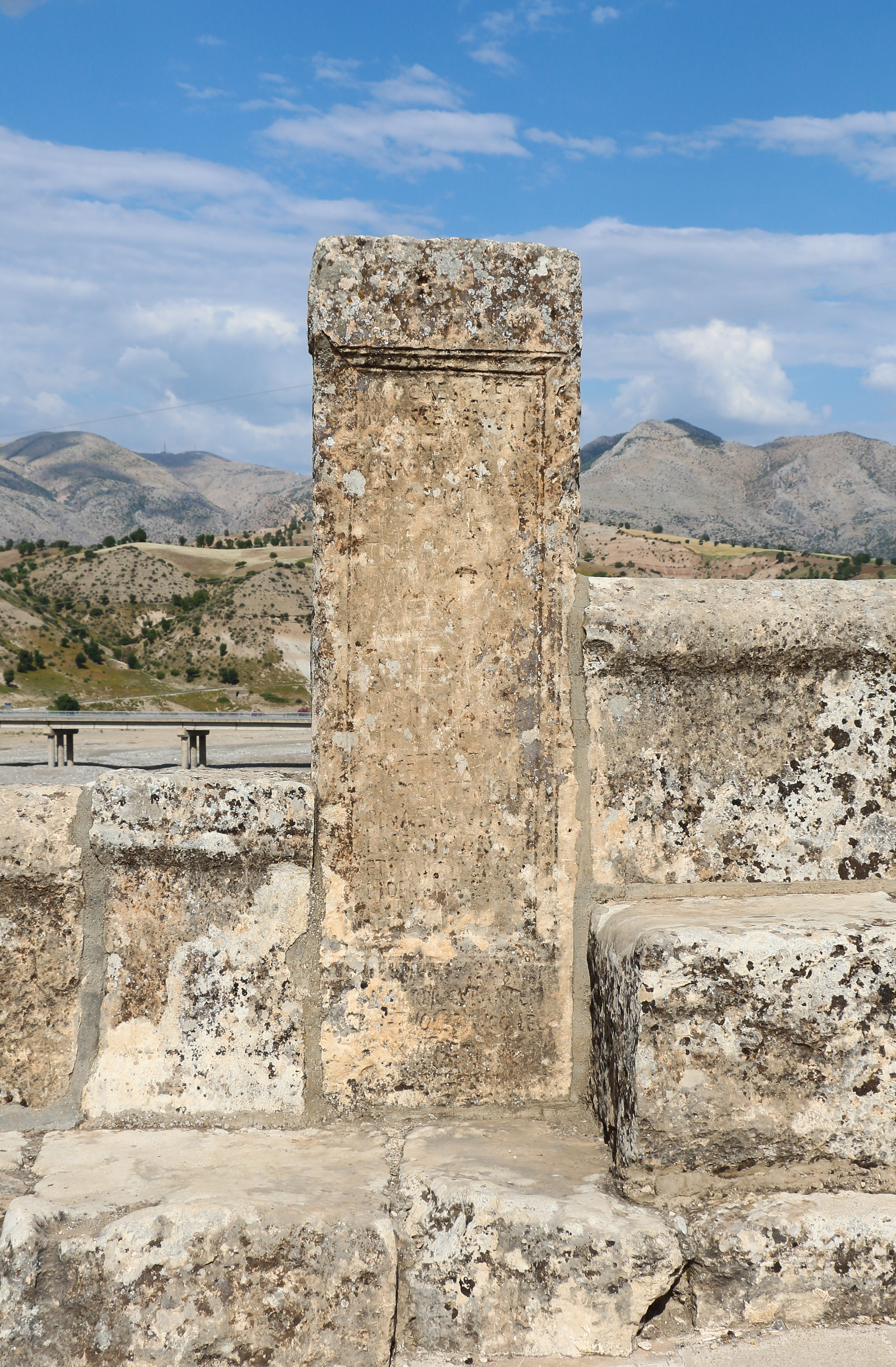
Stéla s nápisem
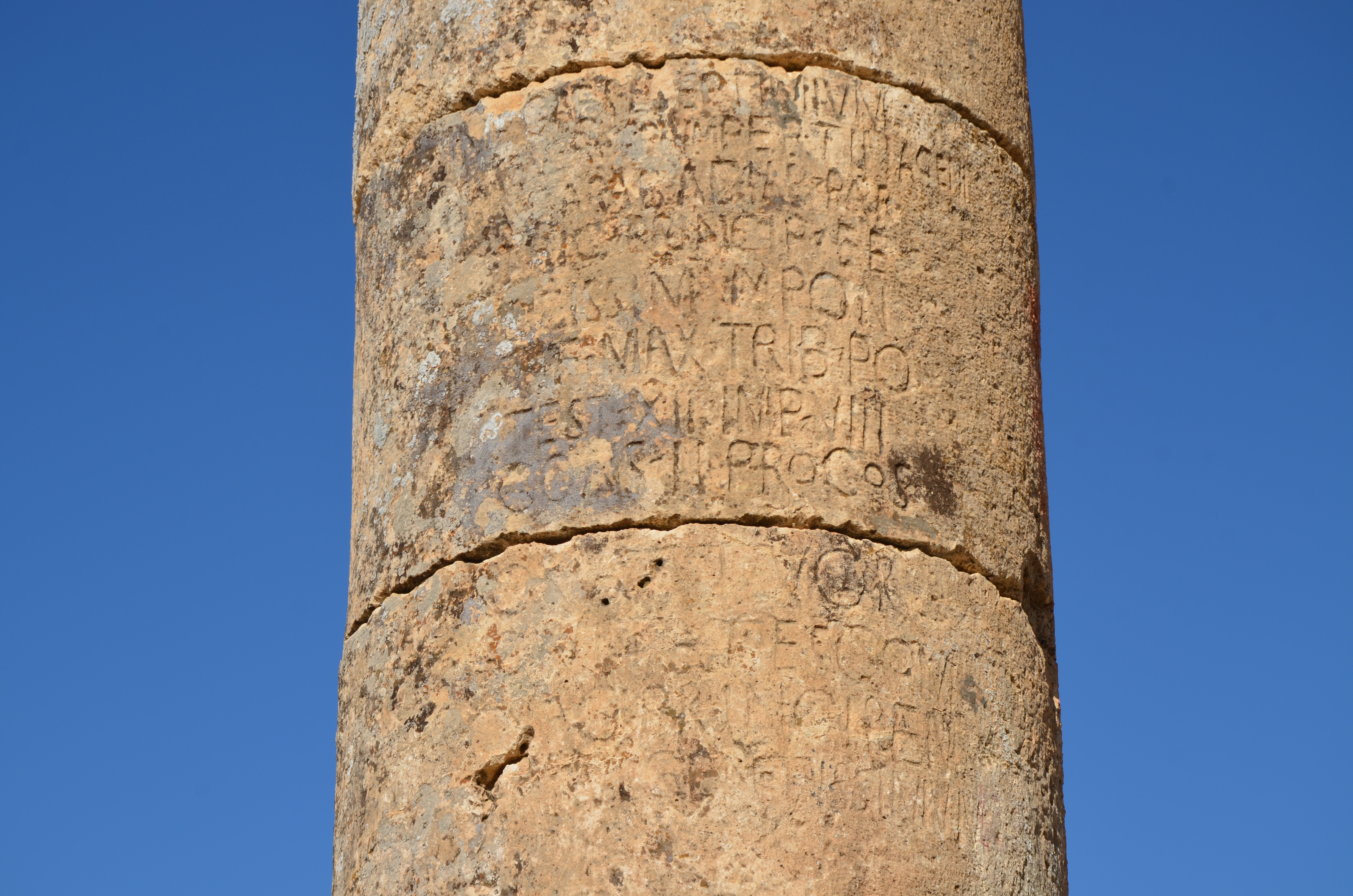
Nápis na detailu sloupu
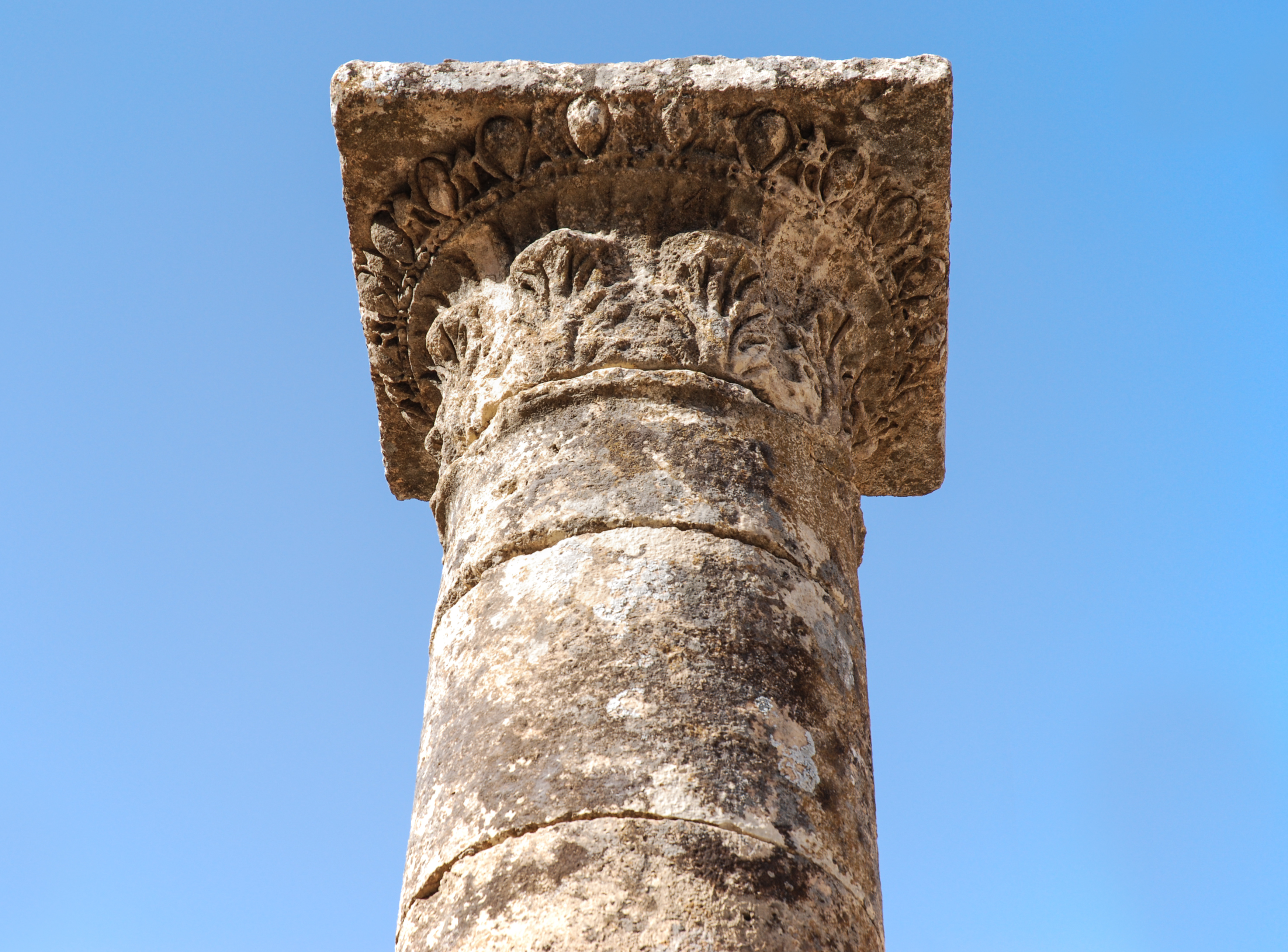
Hlavice sloupu
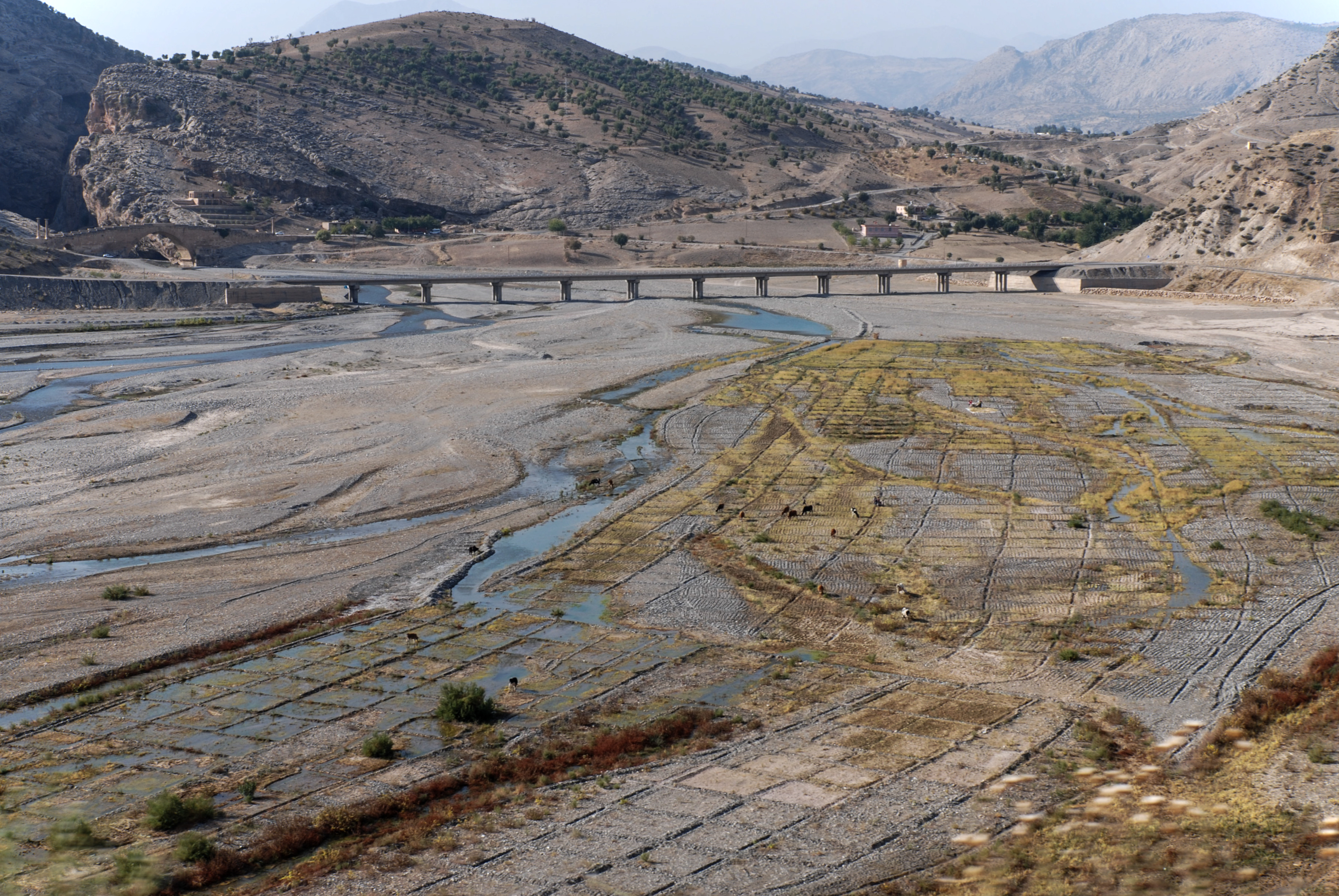
Nový most Cendere, v pozadí vlevo starý most